# آلو بلک
آلو بلک (به انگلیسی: Aloe Blacc) (متولد ۸ ژوئن ۱۹۷۹) خواننده سول، رپر، و موسیقیدان آمریکایی است. او از نسل آمریکایی‌های آفریقایی‌تبار است. و کار موسیقی خود را در سال ۱۹۹۵ به عنوان رپر هیپ هاپ آغاز کرد. او هم‌اکنون در مجموع شش آلبوم منتشر کرده، و این امر منجر به همکاری او با گروه جاز فرانسوی Jazz Liberatorz شده است.